# 1 + 1 + 1 + 1 + …

平滑化後的漸近特性，此直線在y軸的截軸為−1/2

1 + 1 + 1 + 1 + …，亦寫作 {\displaystyle \sum _{n=1}^{\infty }n^{0}}, {\displaystyle \sum _{n=1}^{\infty }1^{n}}或{\displaystyle \sum _{n=1}^{\infty }1}，是一個發散級數，表示其部份和形成的數列不會收斂。數列1n可以視為公比為1的等比級數。不同於其他公比為有理數的等比級數，此級數不但在實數下不收斂，在某些特定數字p的p進數下也不收斂。若在擴展的實數軸中，因為部份和形成的數列單調遞增且沒有上界，因此級數的值如下：
{\displaystyle \sum _{n=1}^{\infty }1=+\infty \,,}
此發散級數無法用切薩羅求和及阿貝爾和的求和法求和。
当出现于物理运用时，它也解释为ζ函數正規化，它是黎曼ζ函數在零点的取值。
{\displaystyle \zeta (s)=\sum _{n=1}^{\infty }{\frac {1}{n^{s}}}={\frac {1}{1-2^{1-s}}}\sum _{n=1}^{\infty }{\frac {(-1)^{n+1}}{n^{s}}}\,,}
上述二個公式在{\displaystyle s=0}時不成立，必需利用解析连续定义。
{\displaystyle \zeta (s)=2^{s}\pi ^{s-1}\ \sin \left({\frac {\pi s}{2}}\right)\ \Gamma (1-s)\ \zeta (1-s)\!,}
用上式求得（假設{\displaystyle \Gamma (1)=1}）
{\displaystyle \zeta (0)={\frac {1}{\pi }}\lim _{s\rightarrow 0}\ \sin \left({\frac {\pi s}{2}}\right)\ \zeta (1-s)={\frac {1}{\pi }}\lim _{s\rightarrow 0}\ \left({\frac {\pi s}{2}}-{\frac {\pi ^{3}s^{3}}{48}}+...\right)\ \left(-{\frac {1}{s}}+...\right)=-{\frac {1}{2}}\!}
以下ζ(s)在s = 1時的級數展開：也是這種意義下此級數的和：
1 + 1 + 1 + 1 + · · · = ζ(0) = −1⁄2
也可用其他的s值來為其他的級數求和，例如ζ(-1)=1 + 2 + 3 + 4 + ⋯=–1/12，ζ(-2)=1 + 4 + 9 + ... = 0，其通式為
{\displaystyle \zeta (-s)=\sum _{n=1}^{\infty }n^{s}=1^{s}+2^{s}+3^{s}+\ldots =-{\frac {B_{s+1}}{s+1}}}
其中Bk為伯努利数。
在同一年內，有兩位傑出的物理學家斯拉夫诺夫（A. Slavnov）和F. Yndurain 分别在巴塞羅那作了学术演讲。两场学术演讲的主题不同，但是在這兩個人的介紹當中，都说到了一句令觀眾非常難忘的话：“各位都知道，1 + 1 + 1 + 1 + … = −1⁄2”，某程度意味著「如果觀眾不知道这个，那么继续听下去是没有意义的。」 